# Bormla
Bormla, zwana także Cospicua, (malt. Bormla, hist. Città Cospicua, Città Cottonera) – jedna z jednostek administracyjnych na Malcie. Mieszka tutaj 5 395 osób. Położona przy Wielkim Porcie. Dawne miasto Città Cospicua, które uzyskało prawa miejskie w 1722 roku, część Three Cities.

## Turystyka
- Fort Verdala
- Brama św. Heleny z 1736 roku

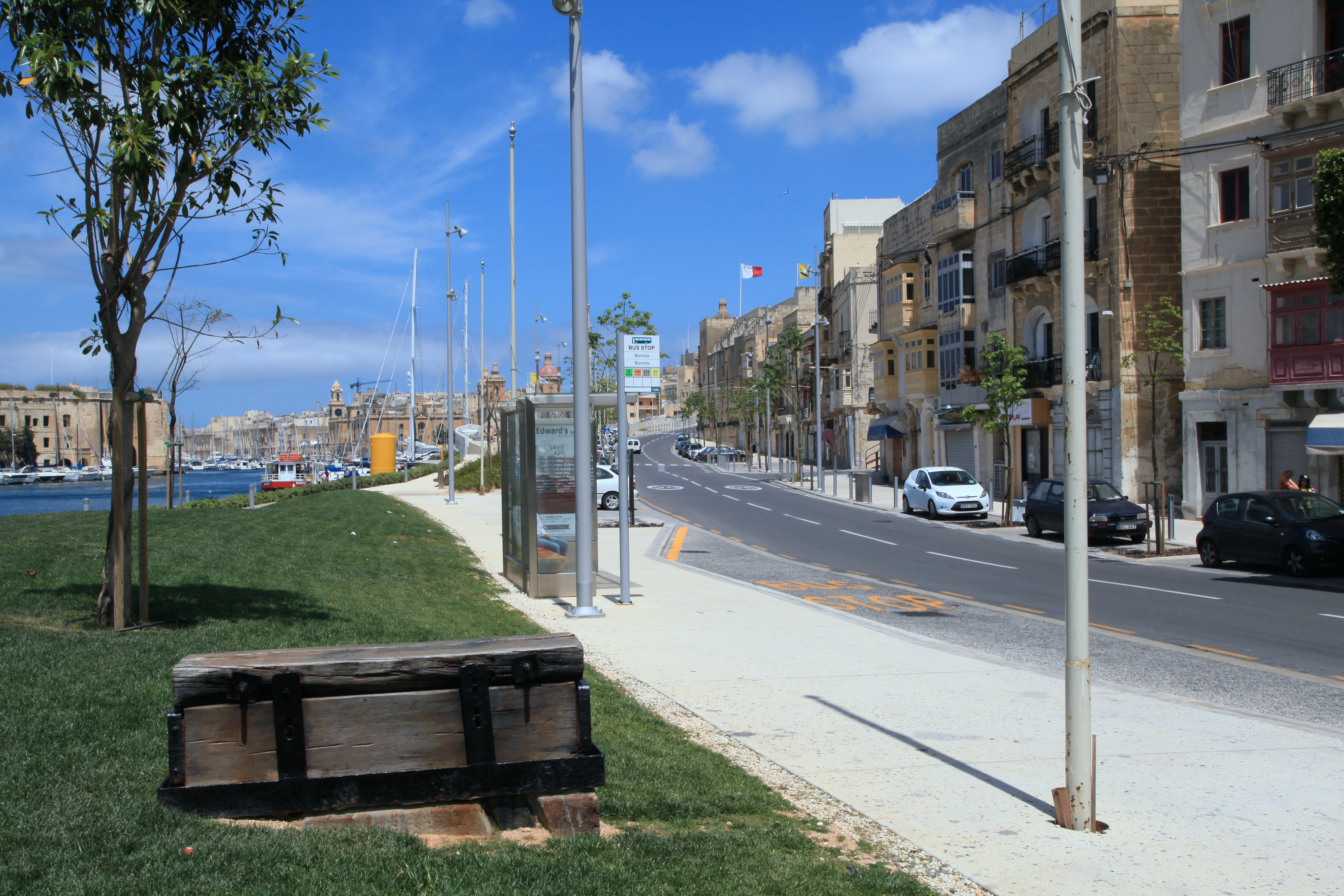
Fuq San L-Inkurunazzjoni
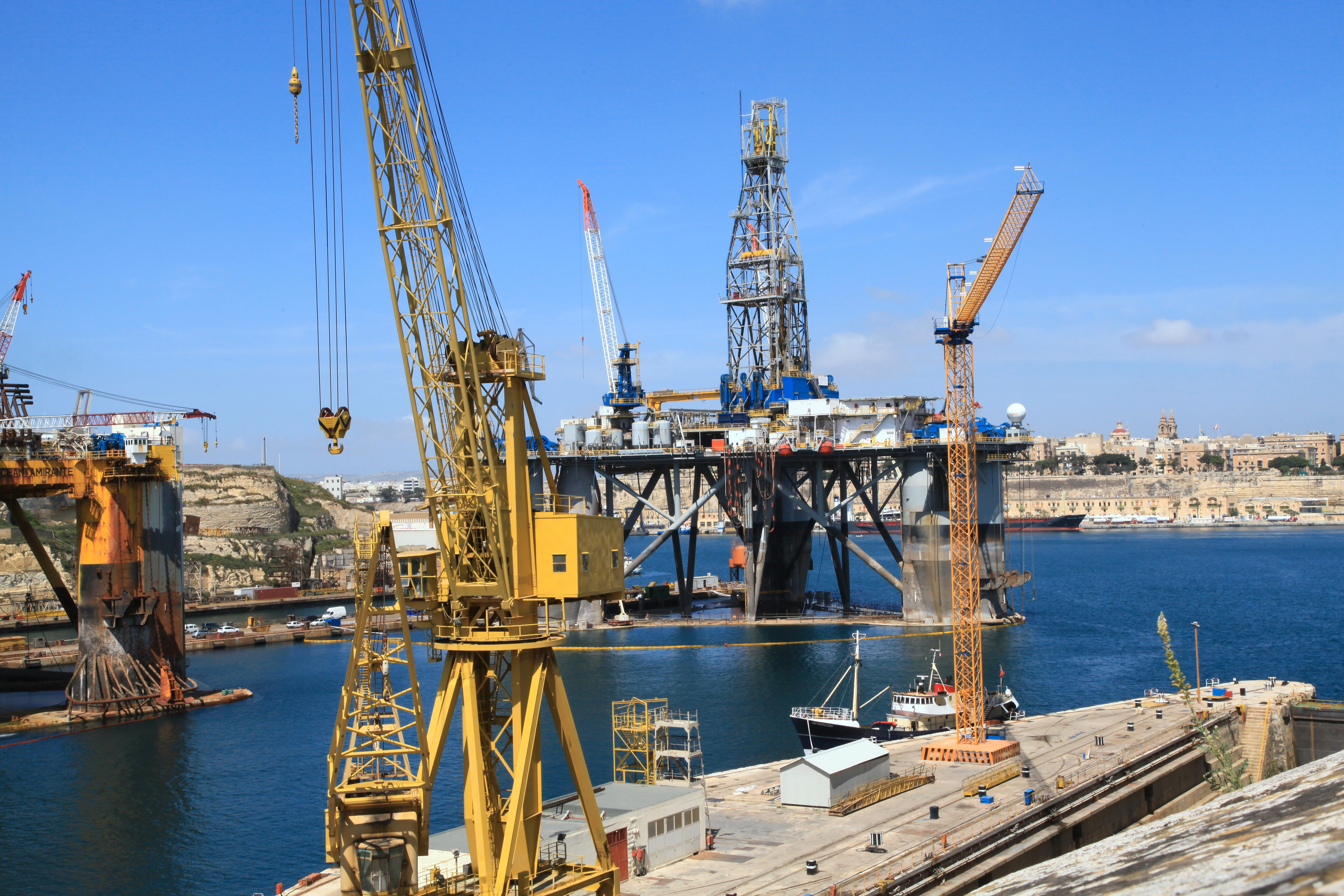
Doki - Malta Dockyard
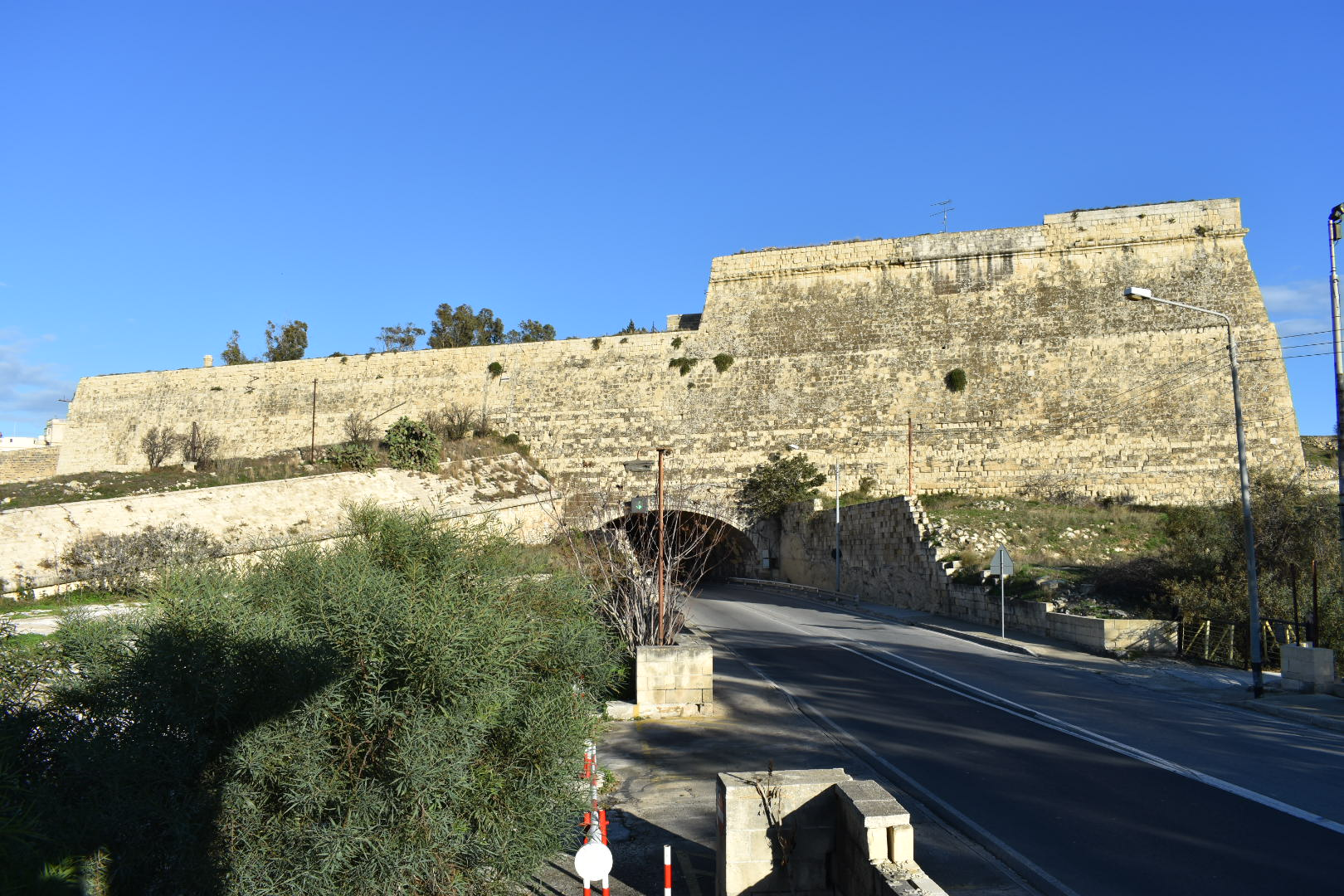
Bastion św. Pawła, część Cottonera Lines
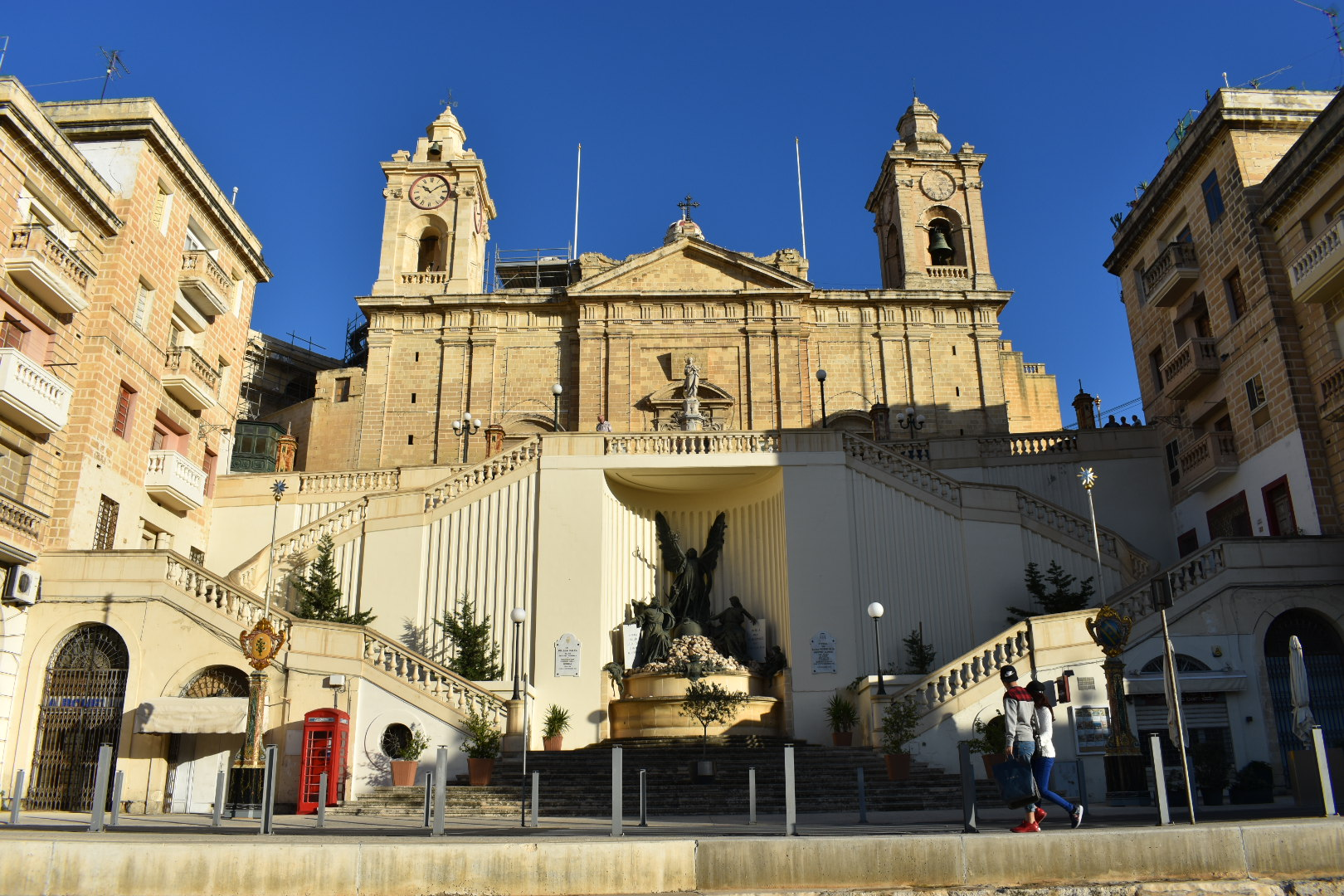
Kolegiata Niepokalanego Poczęcia Najświętszej Maryi Panny (kościół parafialny)
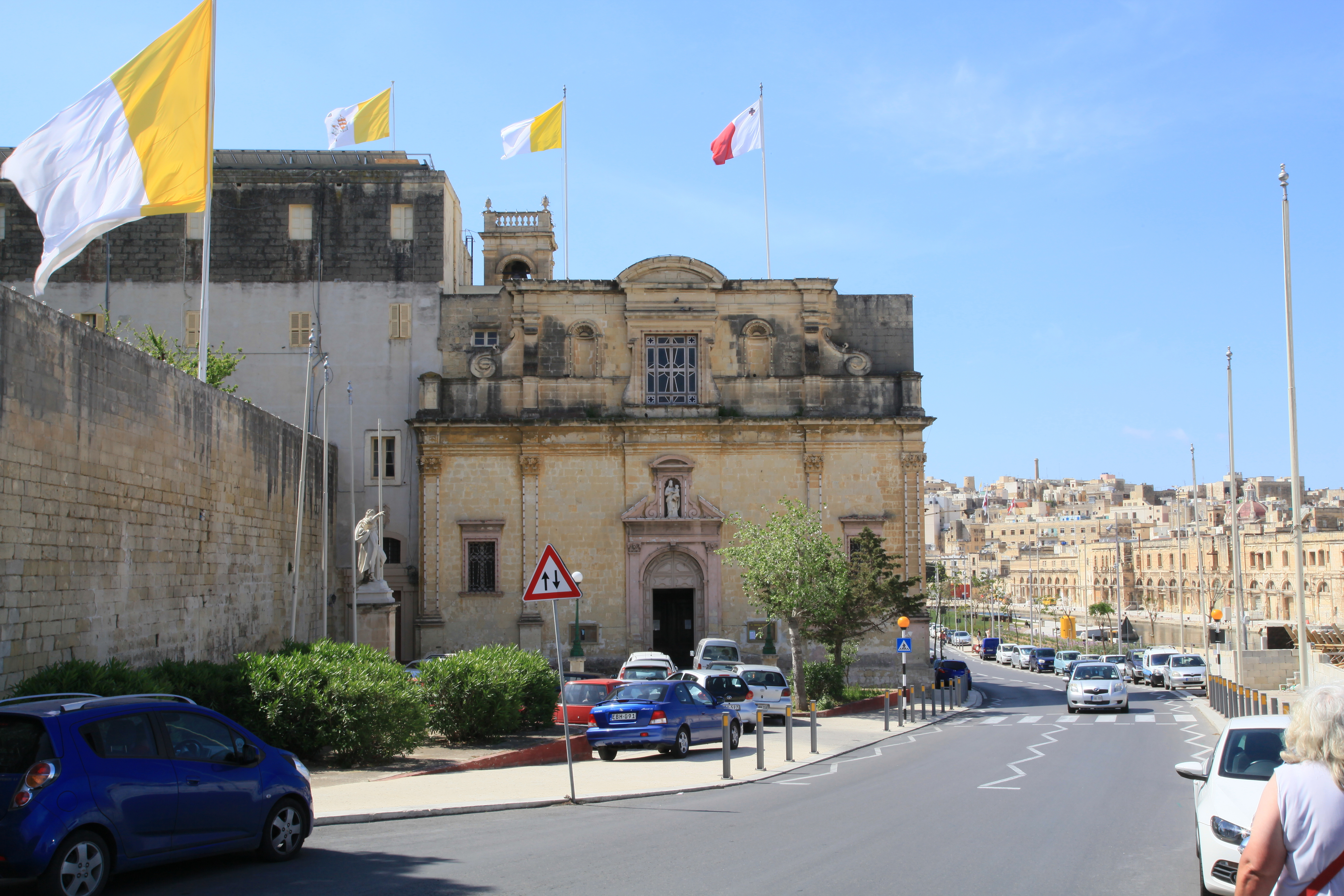
Kościół św. Teresy z Ávili
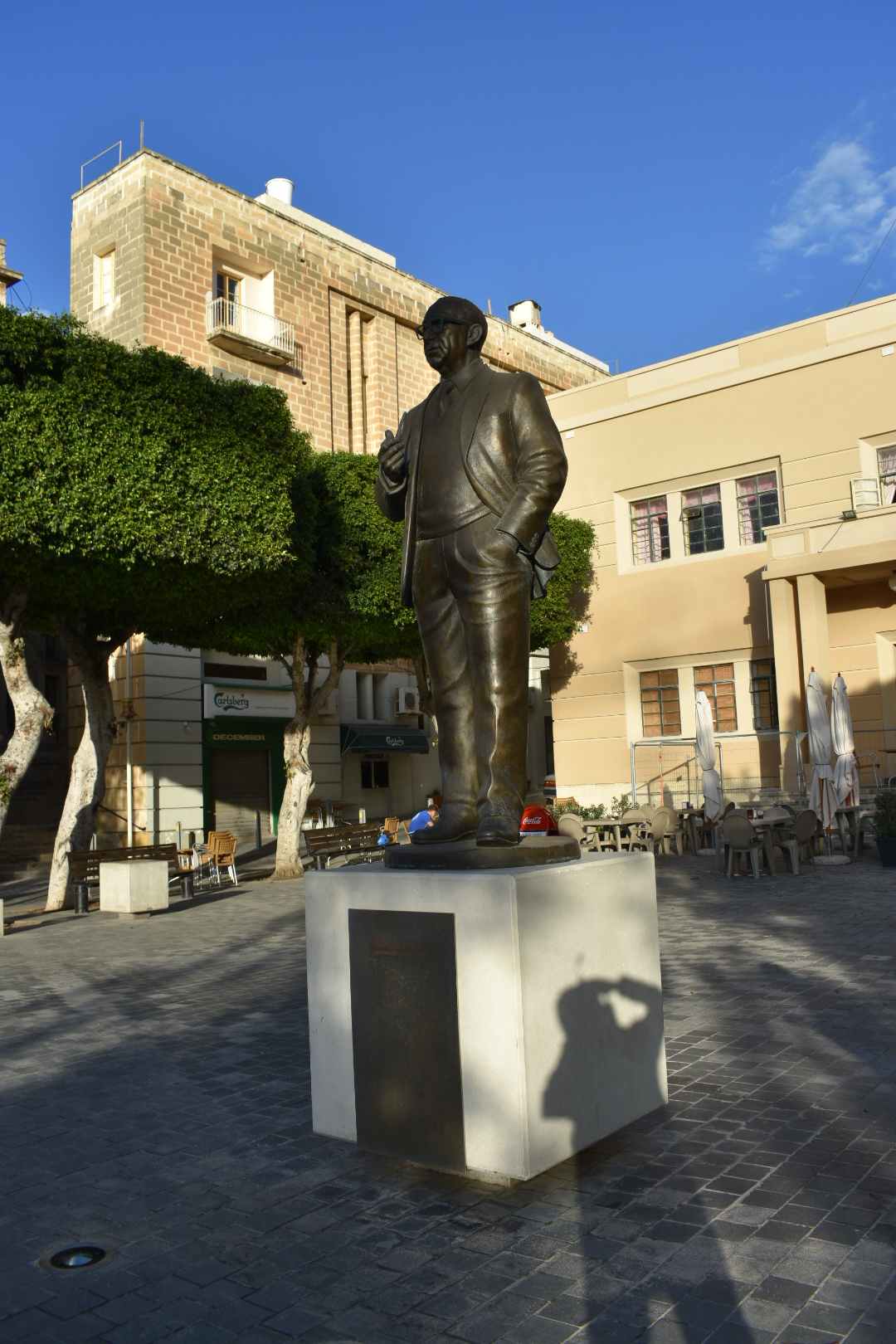
Pomnik Dom Mintoffa przy Pjazza Paolino Vassallo

## Sport
W miejscowości funkcjonuje klub piłkarski Saint George’s FC. Powstał w 1890 roku. Obecnie gra w Maltese First Division, drugiej w hierarchii ligowej.